# 佐多久政
佐多 久政（さた ひさまさ）は、戦国時代から安土桃山時代にかけての武将。島津氏の家臣。佐多氏10代当主。初名は忠常。

## 生涯
永禄11年（1568年）、島津貴久が菱刈氏を攻める際に栗野（現在の鹿児島県姶良郡栗野）の番手を務めていたが、3月23日に菱刈氏が相良氏、渋谷氏と共に曾木城を攻めた為、城主の宮原景種を救うべく出陣し、敵数十人を討ち取ってこれを追い払った。
天正8年（1580年）、肥後国矢崎城攻めに参加しこれを攻め落とし、翌日の綱田城攻めでも敵を降参させるべく功があった。また同年11月に合志城下を放火した際に敵4,000が打ち掛かってくるが、久政らはこれを打ち崩して首級300余を上げるに至る。その後の水俣城攻め、同11年（1583年）の耳川の戦いにも軍功を上げた。しかし、天正15年（1587年）、豊臣秀吉が九州平定に乗り出すと、久政が守っていた田北城も攻撃を受け、奮戦するも敢え無く戦死した。墓は知覧の栄仙寺に建てられた。